# Tuk Jakova

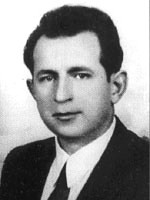
Tuk Jakova

Tuk Jakova (?-1959) was een Albanees communistisch politicus.
Tuk Jakova was de medeoprichter van de Albanese Communistische Partij in november 1941. Hij werd opgenomen in het Centraal Comité van de partij, maar werd in 1943 niet opgenomen in het toen opgerichte politbureau van de ACP. Tijdens de guerrillastrijd tegen de Italianen en Duitsers speelde hij een vooraanstaande rol (1939-1945).
Na de Tweede Wereldoorlog werd hij Jakova minister van Binnenlandse Zaken en vicepremier. Daarnaast werd hij in 1952 secretaris van ode partijorganisatie van de ACP (later PPSh genaamd). Jakova, de enige rooms-katholiek in de partijleiding (de meeste leden van het Centraal Comité en Politbureau waren moslims of Grieks-orthodox), werd in 1951 door premier Enver Hoxha, de Albanese dictator, benoemd tot regeringsonderhandelaar met de Rooms-Katholieke Kerk. In een verdrag werd de status van de Rooms-Katholieke Kerk in Albanië werd geregeld.
In 1955 uitte Tuk Jakova ernstige kritiek op de dictatuur van Hoxha. In juni 1955 werd Jakova uit de regering gezet en enige tijd daarna verloor hij ook zijn post als organiserend secretaris van het Centraal Comité van de partij. 
Tuk Jakova werd gearresteerd, gemarteld en in 1959 vermoord.
- Gemeinsame Normdatei: 122687728
- International Standard Name Identifier: 0000 0000 5636 6731
- Library of Congress Control Number: n2001041213
- Virtual International Authority File: 79469264
- WorldCat: E39PBJfCrhFYyGKvhtBdTTwwG3